# Johann Hermann Duntze
Johann Hermann Duntze (* 27. Januar 1790 in Bremen; † 16. Februar 1874 in Bremen) war ein deutscher reformierter Pastor und Historiker.

## Biografie
Duntze war der Sohn eines Hauptmanns der Bremer Bürgerkompanien. Er studierte von 1808 bis 1911 unter anderem Theologie und Geschichte an der Universität Heidelberg und der Universität Göttingen. Er kehrte 1811 unter dem Druck der französischen Besatzungszeit nach Bremen zurück und wurde Hilfsprediger an der  Martinikirche Bremen, 1815 Pastor in Mittelsbüren und in Bremen-Grambke sowie ab 1819 in Bremen-Rablinghausen. 1869 beendete er hier seine Tätigkeit als Pastor. Sein wichtigstes Werk war von 1845 bis 1851 die Geschichte der freien Stadt Bremen in vier Bänden.
Er war zweimal verheiratet. Sein Sohn Johannes war Landschaftsmaler in Düsseldorf und sein Sohn Hermann war ebenfalls bis 1902 Pastor in Rablinghausen.
Ehrungen
- Die Duntzestraße in Bremen-Woltmershausen wurde nach ihm benannt.

## Werke
- Geschichte der freien Stadt Bremen. Band 1 bis 4. Heyse Verlag, Bremen 1845 bis 1848.[1]
- Bremen unter Französischer Gewaltherrschaft. Bremen 1851; neu: Kessinger Pub Co., 2010, ISBN 9781160330558.